# Montcient
La Montcient [mɔ̃sjɑ̃] est une petite rivière de 11,1 km de long, affluent de rive droite de l'Aubette de Meulan, qui coule dans le nord des Yvelines et donc sous-affluent de la Seine.

## Hydrographie
Cette petite rivière prend sa source dans le sud du plateau du Vexin français, à Sailly (Yvelines), coule d'abord vers le sud-est avant de s'infléchir nettement vers l'est jusqu'à son entrée dans la commune de Hardricourt, où elle se dirige vers le sud. Formant ensuite la limite entre les communes de Hardricourt et de Meulan-en-Yvelines, elle coule parallèlement à l'Aubette de Meulan sur quelques centaines de mètres avant de rejoindre cette dernière environ 400 mètres avant l'embouchure commune dans la Seine (bras de Mézy devant l'île Belle). Dans cette zone urbanisée une partie du parcours est souterraine.
Son cours se trouve entièrement dans le parc naturel régional du Vexin français.

### Communes traversées
Yvelines
Sailly ~ Brueil-en-Vexin ~ Oinville-sur-Montcient
Val-d'Oise
Seraincourt
Yvelines
Gaillon-sur-Montcient ~ Hardricourt ~ Meulan-en-Yvelines.

### Affluents
Elle reçoit deux affluents notables à Gaillonnet, hameau de la commune de Seraincourt :
- la Bernon (5,3 km)[2] en rive gauche et
- le ruisseau de Dalibray (1,3 km)[3] en rive droite[1].

## Gestion
La gestion du bassin versant est assurée par le « Syndicat intercommunal de gestion des eaux de ruissellement de la Montcient et affluents » (Sigerma). Ce syndicat, présidé par Gérard Béguin, maire de Sailly, regroupe onze communes.
La mission du Sigerma est la « maitrise des eaux de ruissellement » des bassins versants de Jambville, Lainville, et Montalet-le-Bois qui présentent un risque pour les communes situées en aval en suivant le cours de la Montcient et celui de la Bernon.

## Toponymes
Elle a donné son nom aux communes de Oinville-sur-Montcient et de Gaillon-sur-Montcient.